# Carl Armfelt
Carl Armfelt, född 1 december 1764 i Stralsund, död 3 januari 1846 i Åkerby, var en svensk friherre, militär och bruksägare.
Han var son till generallöjtnanten friherre Fromhold Armfelt och Catharina Maria von Schantz (1744-1824) samt från 1798 gift med  friherrinnan Carolina Wennerstedt. Paret fick fem barn. Armfelt blev korpral vid Södra skånska kavalleriregementet 1770 och underlöjtnant vid artilleriet 1776. Under åren 1780–1784 var han i fransk krigstjänst och deltog där i tre olika fälttåg. När han återvände till Sverige placerades han som löjtnant vid artilleriet och utnämndes till stabsadjutant 1788. Som militär deltog han i det Finländska fälttåget 1788. Han blev kapten 1789 och major vid det ridande artilleriet 1793 samt överstelöjtnant och chef för 2. ridande artilleribatteriet 1795. Han utnämndes till överste och förbandschef för Wendes artilleriregemente 1797 och förbandschef för Svea artilleriregemente och direktör över artilleriet 1804. Han fick avsked från direktörskapet över artilleriet 1805 och vapengrenen artilleriet 1812 samt avsked ur krigstjänsten 1816 med generalmajors namn. Armfelt övertog chefskapet för Skogaholms bruk vid sin svärfar generalmajoren Gustaf Philip Wennerstedt död 1815 genom att lösa ut sina båda svägerskor. Han blev riddare av Svärdsorden 1799.
Makarna Armfelt är begravda i det Wennerstedtska graven vid Svennevads kyrka. Två av parets barn avled i späd ålder, medan de tre sönerna blev militärer i olika befattningar.